# Chiesa di San Bernardino a Castelluccio di Pienza
La chiesa di San Bernardino a Castelluccio di Pienza è un edificio sacro che si trova in località Castelluccio a Pienza.
Ha subito notevoli lavori di restauro nel 1935, ad opera dell'architetto inglese Cecil Pinsent, che eseguì gli altari laterali in travertino, l'altare maggiore con la balaustra, la nicchia absidale a lacunari e il fonte battesimale.
La chiesa ad unica navata presenta sopra la porta d'ingresso lo stemma della Scala. Sono stati recentemente scoperti e restaurati nella volta affreschi della fine del  XV-inizio del XVI secolo, raffiguranti gli Evangelisti e Dio Padre benedicente.